# Lema de Ehrling
En matemáticas, el lema de Ehrling es un resultado relativo a los espacios de Banach . A menudo se utiliza en el análisis funcional para demostrar la equivalencia de ciertas normas en los espacios de Sobolev. Fue propuesto por Gunnar Ehrling.

## Declaración del lema
Sea ( X , || · || X ), ( Y , || · || Y ) y ( Z , || · || Z ) tres espacios de Banach, asumir que:
- X está integrado de forma compacta en Y : es decir X ⊆ Y y cada || · || X : la secuencia acotada en X tiene una subsecuencia que es || · || Y - convergente ; y
- Y está continuamente incrustado en Z : es decir Y ⊆ Z y hay una constante k de modo que || y || Z ≤ k || y || Y para cada y ∈ Y.

Entonces, para cada ε > 0, existe una constante C ( ε ) tal que, para todo x ∈ X
{\displaystyle \|x\|_{Y}\leq \varepsilon \|x\|_{X}+C(\varepsilon )\|x\|_{Z}}

## Corolario (normas equivalentes para espacios de Sobolev)
Sea Ω ⊂ R n abierto y acotado, y k ∈ N, suponga que el espacio de Sobolev H k ( Ω ) está integrado de forma compacta en H k − 1 ( Ω ). Entonces las siguientes dos normas sobre H k ( Ω ) son equivalentes:
{\displaystyle \|\cdot \|:H^{k}(\Omega )\to \mathbf {R} :u\mapsto \|u\|:={\sqrt {\sum _{|\alpha |\leq k}\|\mathrm {D} ^{\alpha }u\|_{L^{2}(\Omega )}^{2}}}}
y
{\displaystyle \|\cdot \|':H^{k}(\Omega )\to \mathbf {R} :u\mapsto \|u\|':={\sqrt {\|u\|_{L^{2}(\Omega )}^{2}+\sum _{|\alpha |=k}\|\mathrm {D} ^{\alpha }u\|_{L^{2}(\Omega )}^{2}}}.}
Para el subespacio de H k ( Ω ) que consta de aquellas funciones de Sobolev con traza cero (aquellas que son "cero en el límite" de Ω ), la norma L 2 de u puede omitirse para producir otra norma equivalente.